# Lionychus
Lionychus är ett släkte av skalbaggar som beskrevs av Wissman 1846. Lionychus ingår i familjen jordlöpare.
Släktet innehåller bara arten Lionychus quadrillum.

## Bildgalleri

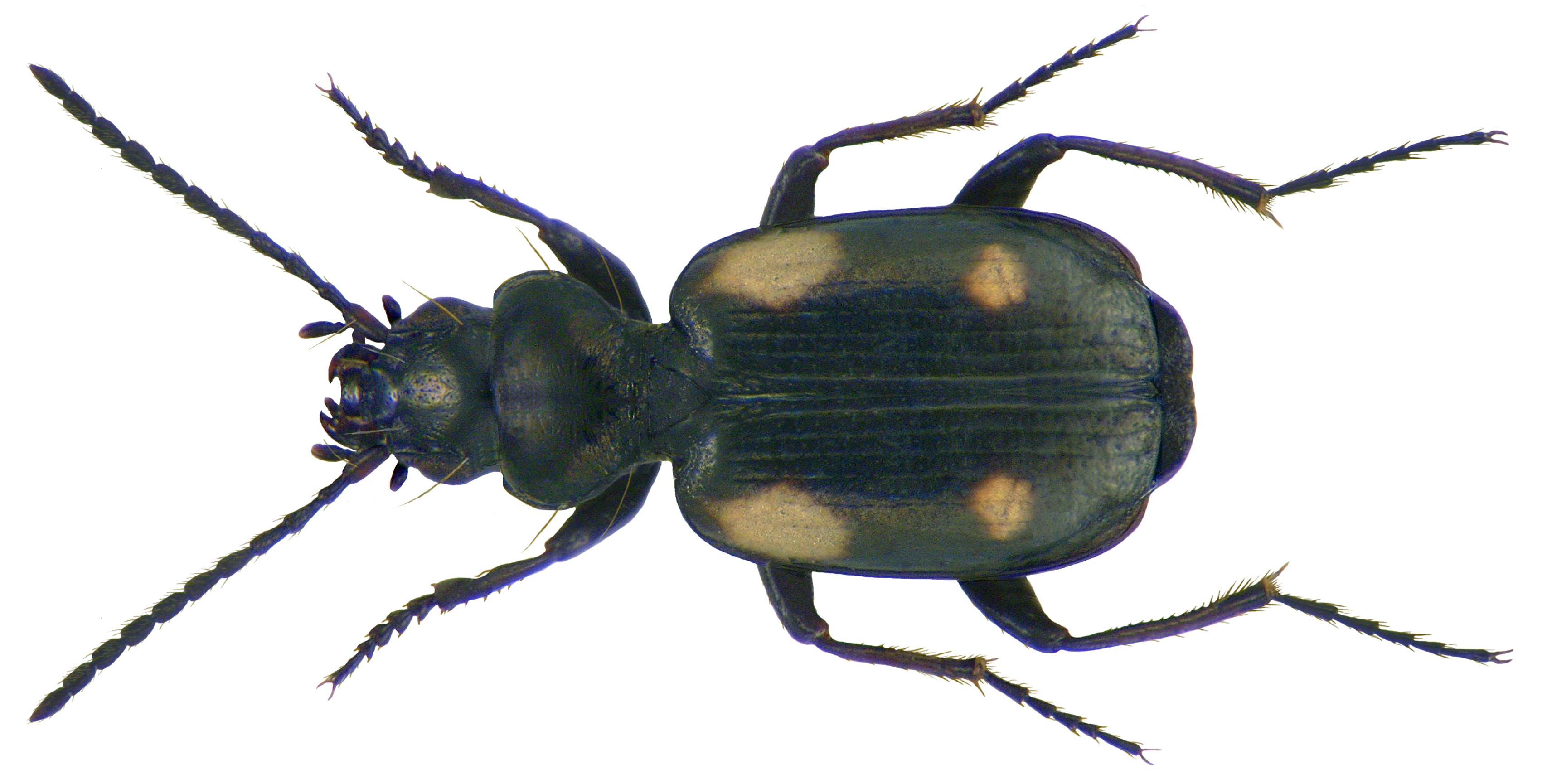
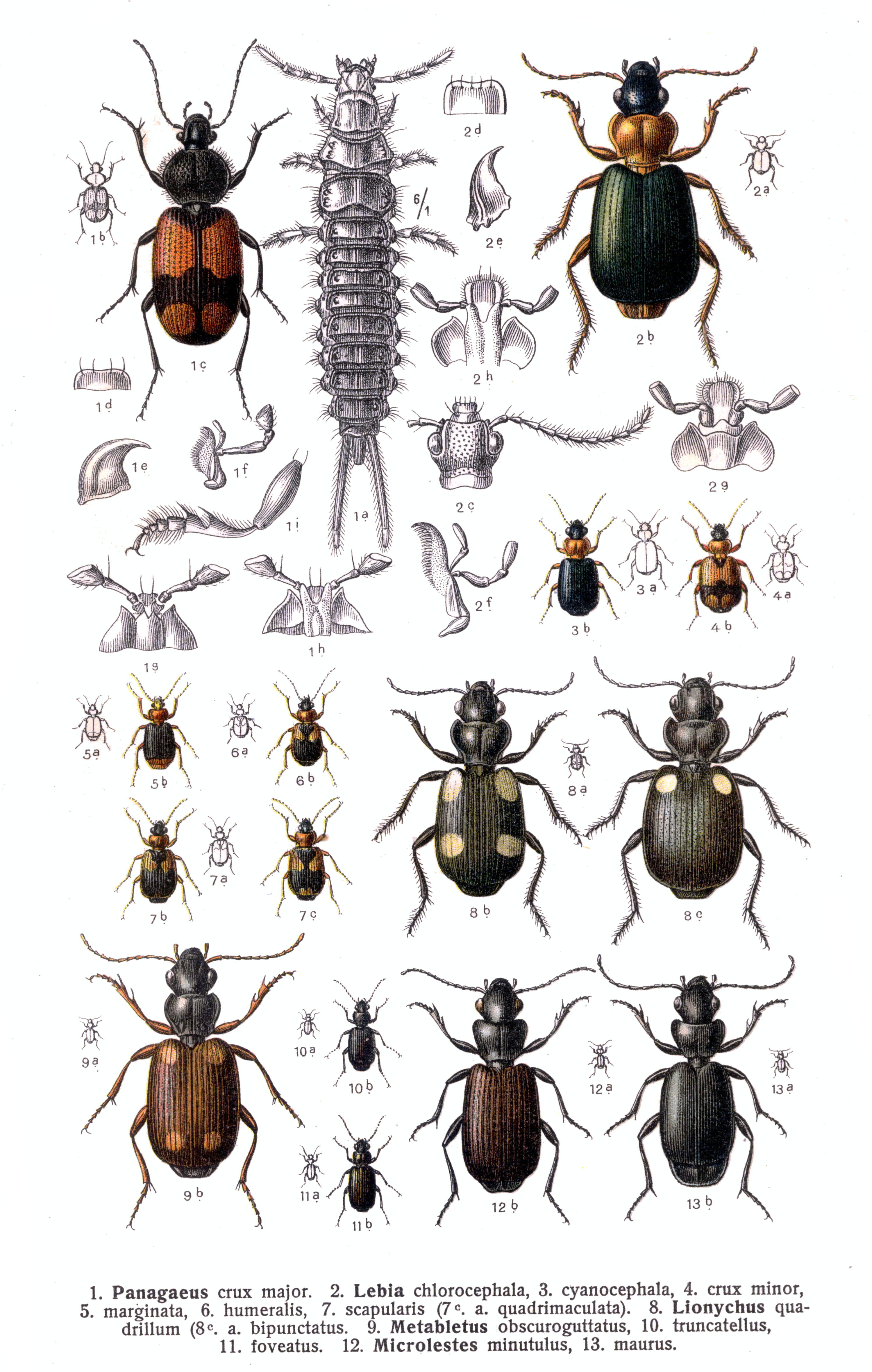
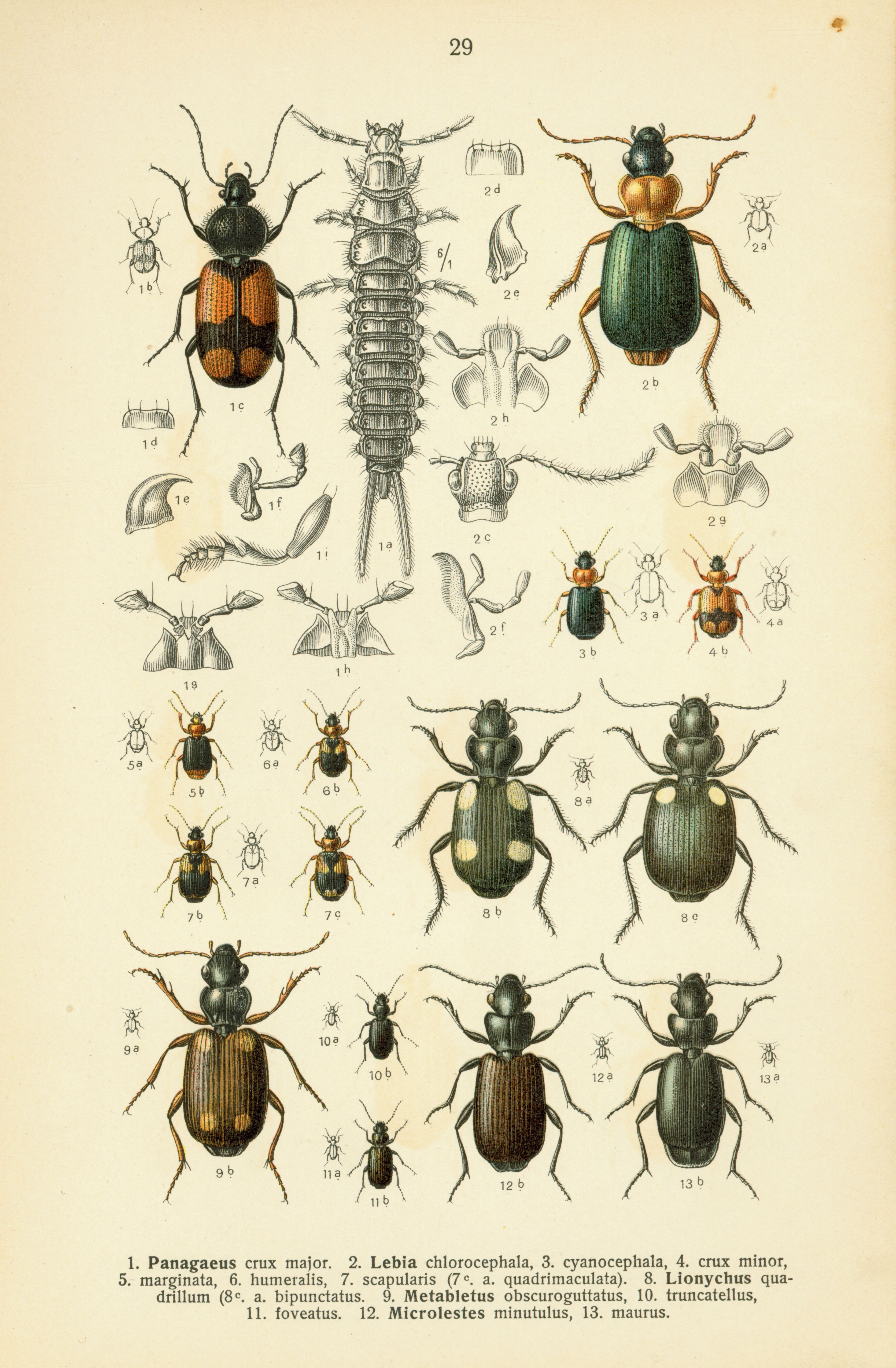